# قدرت‌اله نوروزی
قدرت‌الله نوروزی شهردار اصفهان از سال ۱۳۹۶ تا سال ۱۴۰۰ به مدت چهار سال بوده‌است. در تاریخ ۳۱ مرداد ۱۳۹۶ در جلسه غیرعلنی از مجموع ۱۳ رای با ۱۰ رای موافق شورای شهر اصفهان به سمت شهردار اصفهان منصوب شد و در تاریخ ۱۱ مهر ۱۳۹۶ به‌طور رسمی به عنوان شهردار شهر اصفهان انتخاب شد. وی پیش از این فرماندار شهرستان اصفهان در دولت اصلاحات بوده‌است.
قدرت‌الله نوروزی دارای مدرک دکتری در رشته حقوق عمومی می‌باشد و هم‌اکنون عضو هیئت علمی دانشگاه اصفهان و مدیر پیشین گروه حقوق دانشگاه اصفهان است.